# Stejnopohlavní manželství v Belgii
1. června 2003 se po Nizozemsku stala Belgie druhou zemí na světě, která umožnila homosexuálním párům uzavírat manželství. Ty předtím mohly své soužití stvrdit prostřednictvím institutu statutárního soužití, do něhož mohly od 1. ledna 2000 vstupovat všechny páry bez ohledu na pohlaví.

## Historie
Na konci 90. let začínaly belgické gay organizace lobbovat za uzákonění stejnopohlavního manželství. Belgický občanský zákoník neobsahoval žádný přímý požadavek na různé pohlaví páru, který chtěl uzavřít manželství. To, že se jedná o muže a ženu, bylo považované za samozřejmost. Návrh senátorů Vlámského bloku předložený tou dobou nebyl nikdy projednán.
V r. 1995 byl v belgickém federálním parlamentu projednáván první návrh zákona o vzájemném soužití. Nejednalo se ani tak o pokus přiznat stejnopohlavním párům nějaká práva a povinnosti, jako spíš o reakci na stále se snižující zájem o institut manželství. V r. 1998 se tento návrh přepracoval na "zákon o statutárním soužití" (nizozemsky: wettelijke samenwonig; francouzsky: cohabitation légale), který pak následně prošel celým legislativním procesem. Sněmovna reprezentantů hlasovala v poměru hlasů 98:10 se 32 zdrženími se. Senát v poměru hlasů 39:8 s 19 zdrženími se. Zákon dával k 23. listopadu 1998 registrovaným homosexuálním a heterosexuálním právům pouze limitovaná práva a povinnosti navzdory jejich evidenci v knize statutárního soužití podle belgického občanského zákoníku a změně jiných předpisů. Zákon se také nezmiňoval o tom, že se musí jednat o pár. Do statutárního soužití mohly vstupovat i osoby příbuzné. Zákon byl sice publikován 12. ledna 1999, ale nestal se účinným.

### Verhofstadtova vláda
Volební program SP (vlámští sociální demokraté), Agalev (vlámští zelení) a VLD (vlámští liberálové) v rámci belgických federálních voleb 1999 zahrnoval legalizaci stejnopohlavních sňatků. Novou belgickou vládu sestavil Guy Verhofstadt a jednalo se o koalici převážně liberálních, socialistických a zelených stran, které z politické scéně prakticky vyloučily dříve dlouhodobě dominující křesťanské demokraty. Ti ztratili podstatnou část své voličské základny po aféře s dioxinem. Koalice se shodla na okamžitém uzákonění partnerského soužití, jakož i plné implementaci zákona ze 23. listopadu 1998, který se stále nestal účinným. Zákon o statutárním soužití byl 14. prosince podepsán králem a publikován 23. prosince 1999. Účinnosti nabyl k 1. lednu 2000.
Již v průběhu roku 1999 oznámily politické strany PS (francouzsky mluvící sociální demokraté) a Ecolo (francouzsky mluvící Zelení) svůj záměr legalizovat stejnopohlavní manželství. Jediná strana, která v této části nepracovala ve vzájemné shodě byli francouzsky mluvící liberálové PRL (později sloučeni pod MR). Důvodem jejich odmítajícícho postoje byla zejména otázka adopce dětí. PRL slíbila svoji podporu stejnopohlavnímu manželství pouze za podmínky, že se homosexuálním párům neumožní adopce dětí. Když 1. dubna 2001 přijalo Nizozemsko jako první na světě zákon o stejnopohlavní manželství, rozhodla se belgická vláda, především ministryně zdravotnictví Magda Aelvoetová, začít jednat. 22. června schválila Rada ministrů zákon umožňující stejnopohlavním párům uzavírat sňatky. V září se největší opoziční Strana křesťanů (CVP) rozhodla spolu s Křesťanskými demokraty a Vlámy na mimořádném sjezdu, že změní svoji stranickou platformu, a že podpoří legalizaci stejnopohlavního manželství. Za touto iniciativou stálo převážné mladežnické křídlo obou stran.
30. listopadu 2001 se Rada států postavila k návrhu negativně s poukazem na to, že je manželství definované jako svazek jednoho muže a jedné ženy. LGBT organizace a ministři tento postoj odsoudili a slíbili, že budou i nadále pokračovat ve snaze o legalizaci. Rada ministrů předložila 8. prosince 2001 vládní návrh zákona o stejnopohlavním manželství a ve druhém čtení 30. ledna 2002 jej poslala do Sněmovny reprezentantů, kde se jím 14. března 2002 zabývala převážně justiční komise. V květnu 2002 Sněmovna reprezentantů odmítla vládní verzi návrhu a spolu se Senátem se dohodla na jiné. Nový návrh nijak nebral v potaz postoj Rady států a za jeho zpracování stáli senátoři z řad předsedů několika většinových stran Jeannine Leducová (VLD), Philippe Mahoux (PS), Philippe Monfils (MR), Myriam Vanlerberghová (Sp.A-Spirit), Marie Nagyová (Ecolo) a Frans Lozie (Agalev).
Po rezignaci ministryně Aelvoetové 28. srpna 2002 a vyhlášení nových federálních voleb byl osud návrhu nejistý. Někteří politici vinili Philippa Monfilse (MR) z úmyslného oddalování projednání návrhu. Nicméně začátek nového parlamentního roku v říjnu 2002 přinesl nový obrat. Senátní justiční komise se v poměru hlasů 11:4 dohodla na schválení návrhu. Celý Senát jej schválil 28. listopadu 2003 v poměru hlasů 46:15 (4 zdržení se). 30. ledna 2003 prošel návrh i Sněmovnou reprezentantů v poměru hlasů 91:22 (9 zdržení se). Otevření vlámští liberálové a demokraté, Christen-Democratisch en Vlaams, Parti Socialiste, Socialistische Partij Anders, Ecolo, Agalev a Lidová unie hlasovaly převážně pro přijetí návrhu, vyjma několika zdržení. Vlámský blok a Národní fronta zase hlasovaly proti. Centre démocrate humaniste hlasovala proti s několika zdrženími se a Mouvement Réformateur hlasovala zpravidla proti.

### Senát
| Politická strana                        | Jazyková skupina | Celkem senátorů | Ano | Ne | Zdržel se | Nepřítomen/nehlasoval |
| --------------------------------------- | ---------------- | --------------- | --- | -- | --------- | --------------------- |
| Otevření vlámští liberálové a demokraté | Nizozemská       | 11              | 11  | 0  | 0         | 0                     |
| Křesťanskodemokratická a vlámská strana | Nizozemská       | 10              | 6   | 0  | 1         | 3                     |
| Socialistická strana                    | Francouzská      | 9+1             | 9   | 0  | 0         | 1                     |
| Reformní hnutí                          | Francouzská      | 9               | 1   | 5  | 1         | 2                     |
| Vlámský blok                            | Nizozemská       | 6               | 0   | 6  | 0         | 0                     |
| Socialistická strana - jinak            | Nizozemská       | 6               | 7   | 0  | 0         | 0                     |
| Ecolo                                   | Francouzská      | 6               | 5   | 0  | 1         | 0                     |
| Agalev                                  | Nizozemská       | 5               | 5   | 0  | 0         | 0                     |
| Humanistický demokratický střed         | Francouzská      | 5               | 0   | 4  | 1         | 0                     |
| Lidová unie                             | Nizozemská       | 3               | 3   | 0  | 0         | 0                     |
| Národní fronta                          | Francouzská      | 0               | 0   | 0  | 0         | 0                     |
| Bez politické příslušnosti              | Francouzská      | 0               | 0   | 0  | 0         | 0                     |
| Celkem                                  | x                | 71              | 46  | 15 | 4         | 6                     |

### Sněmovna reprezentantů
| Politická strana                        | Jazyková skupina | Celkem poslanců | Ano | Ne | Zdržel se | Nepřítomen/nehlasoval |
| --------------------------------------- | ---------------- | --------------- | --- | -- | --------- | --------------------- |
| Otevření vlámští liberálové a demokraté | Nizozemská       | 24              | 19  | 0  | 1         | 4                     |
| Křesťanskodemokratická a vlámská strana | Nizozemská       | 21              | 17  | 0  | 3         | 1                     |
| Socialistická strana                    | Francouzská      | 19              | 14  | 0  | 0         | 5                     |
| Reformní hnutí                          | Francouzská      | 18              | 6   | 8  | 0         | 4                     |
| Vlámský blok                            | Nizozemská       | 15              | 0   | 11 | 0         | 4                     |
| Socialistická strana - jinak            | Nizozemská       | 14              | 10  | 0  | 0         | 4                     |
| Ecolo                                   | Francouzská      | 10              | 10  | 0  | 0         | 0                     |
| Agalev                                  | Nizozemská       | 9               | 9   | 0  | 0         | 0                     |
| Humanistický demokratický střed         | Francouzská      | 10              | 0   | 2  | 4         | 4                     |
| Lidová unie                             | Nizozemská       | 8               | 5   | 0  | 1         | 2                     |
| Národní fronta                          | Francouzská      | 1               | 0   | 1  | 0         | 0                     |
| Bez politické příslušnosti              | Francouzská      | 1               | 1   | 0  | 0         | 0                     |
| Celkem                                  | x                | 150             | 91  | 22 | 9         | 28                    |

Belgický král Albert II. návrh podepsal 13. února 2003. 28. února téhož roku byl zákon publikován ve Sbírce zákonů Belgického království. Účinnosti nabyl k 1. červnu 2003.
První paragraf článku 143 belgického občanského zákoníku (Kniha I., Část V., Kapitola I.) nyní obsahuje následující:
v nizozemském jazyce: Een huwelijk kan worden aangegaan door twee personen van verschillend of van hetzelfde geslacht
ve francouzském jazyce: Deux personnes de sexe différent ou de mmême sexe peuvent contracter mariage.
(Dvě osoby různého nebo stejného pohlaví jsou způsobilé uzavřít manželství.)
První ženský pár byl oddán 6. června 2003 a první mužský 13. června 2003, oba ve městě Kapellen blízko Antverp.
V listopadu 2003 dali odpůrci stejnopohlavního manželství podnět k Ústavnímu soudu, aby zákon prohlásil za neústavní. Jejich hlavním argumentem bylo, že zákon přistupuje stejně k situacím, které nejsou totožné, a že tím podkopává princip rovnosti garantovaný ústavou. V říjnu 2004 Ústavní soud tuto žádost zamítnul.

### Následné změny
Původně Belgie umožňovala sňatky homosexuálních párů ze zahraničí za podmínky, že jejich země původu taktéž přijala takový zákon. Nicméně ministryně spravedlnosti Laurette Onkelinx za PS se 23. ledna 2004 rozhodla umožnit uzavřít sňatek v Belgii jakémukoli páru, pokud se alespoň jeden ze snoubenců zdržuje v zemi minimálně tři měsíce. Touto klauzulí se kodifikovalo mezinárodní soukromé právo. Nová právní úprava se stala účinnou 1. října 2004.
Homosexuálním párům žijícím v manželství nebyla zpočátku umožněná společná adopce dětí. Pokud se v takovém manželství narodilo dítě, zákon nepřiznával manželům biologického rodiče automatické rodičovství, a ani jim neumožňoval přiosvojení si nevlastního dítě. Novelu tohoto zákona, která toto umožňuje přijala Sněmovna reprezentantů v poměru hlasú 77:62 (7 zdržení se) 1. prosince 2005  a Senát v poměru hlasů 34:33 (2 zdržení se) 20. dubna 2006. Nový zákon podepsal král 18. května 2006. Účinnosti nabyl k 30. červnu 2006.
I tak ale stále existovala nerovnost v porovnání s heterosexuálními páry v otázce adopce dětí: zatímco článek 135 občanského zákoníku pracoval s presumpcí otcovství manžela matky, obdobný přístup nebyl aplikován na manželku matky. Ta, aby získala status spolumatky, musela nejprve projít kompletním procesem osvojení, který ji umožnila výše uvedená přijatá novela. Tyto případy také tvořily podstatnou většinu veškerých procesů adopce v Belgii. Di Rupova vláda slíbila zrovnoprávnění a v r. 2014 poté, co i Nizozemsko takto učinila, začaly LGBT organizace tlačit na belgickou vládu, aby splnila své závazky. Následně se zákonodárci domluvili na návrhu novely zákona. Ten přijal Senát 3. dubna 2014 v poměru hlasů 48:2 (1 zdržení se) a Sněmovna reprezentantů 23. dubna v poměru hlasů 114:10 (1 zdržení se). 5. května téhož roku byl návrh podepsán králem a 1. ledna 2015 se stal účinným.
Díky této změně došlo ke zrovnoprávnění lesbických manželských párů s páry heterosexuálními: spolumatka vdaná za biologickou matku je automaticky považována za rodiče, v případě nesezdaných páru lze před orgánem veřejné moci podepsat vzájemné prohlášení o rodičovství družky matky. Na gay páry se tato právní úprava zatím nevztahuje z důvodu kontroverze okolo náhradního mateřství.

## Statistiky

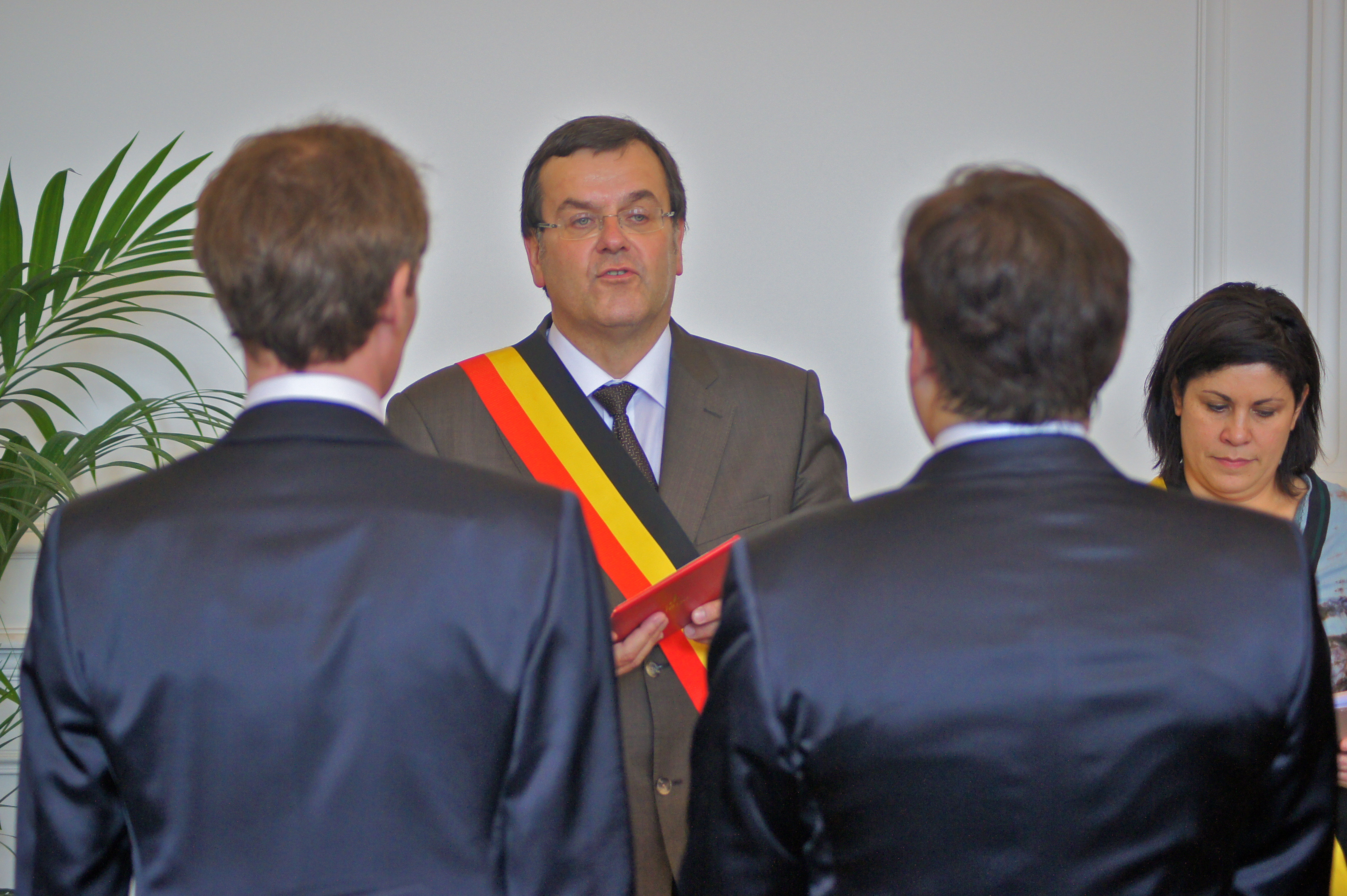
Starota města Liège, Willy Demeyer, oddávající homosexuální pár.

Podle statistik uzavřelo od června 2003 do dubna 2004 sňatek přibližně 300 homosexuálních párů (245 v r. 2003 a 55 v r. 2004). Jednalo se o 1,2 % procenta z celkových uzavřených manželství. Dvě třetiny párů byly mužské a jedna třetina ženské. 22. července 2005 oznámila belgická vláda, že od legalizace stejnopohlavního manželství před dvěma lety do tohoto data uzavřelo manželství celkem 2 445 gay a lesbických párů. Následující tabulka ukazuje počet osob žijících ve stejnopohlavním manželství:
| Rok       | Muži   | Ženy   | Celkem | Podíl na všech uzavřených manželstvích (%) |
| --------- | ------ | ------ | ------ | ------------------------------------------ |
| 2004      | 1 244  | 894    | 2 138  | 2,47%                                      |
| 2005      | 1 160  | 894    | 2 054  | 2,38%                                      |
| 2006      | 1 191  | 1 057  | 2 248  | 2,51%                                      |
| 2007      | 1 189  | 1 111  | 2 300  | 2,52%                                      |
| 2008      | 1 148  | 1 035  | 2 183  | 2,39%                                      |
| 2009      | 1 133  | 894    | 2 027  | 2,46%                                      |
| 2010      | 1 062  | 1 102  | 2 164  | 2,57%                                      |
| 2011      | 1 108  | 1 033  | 2 141  | 2,61%                                      |
| 2012      | 1 086  | 1 017  | 2 103  | 2,49%                                      |
| 2013      | 988    | 940    | 1 928  | 2,55%                                      |
| 2004–2013 | 11 309 | 10 082 | 21 391 | 2,49%                                      |

Porovnání napříč regiony:
|                  | Lidé žijící ve stejnopohlavním manželství (2004-2013) | Lidé žijící ve stejnopohlavním manželství (2004-2013) | Lidé žijící ve stejnopohlavním manželství (2004-2013) | Počet všech uzavřených manželství (2004-2013) | Populace (1. leden 2015) |
| Muži             | Ženy                                                  | Celkem                                                |                                                       | Počet všech uzavřených manželství (2004-2013) | Populace (1. leden 2015) |
| ---------------- | ----------------------------------------------------- | ----------------------------------------------------- | ----------------------------------------------------- | --------------------------------------------- | ------------------------ |
| Vlámský region   | 6 974 (61,7%)                                         | 7 310 (72,5%)                                         | 14 284 (66,8%)                                        | 248 276 (57,9%)                               | 6 444 127 (57,5%)        |
| Bruselský region | 2 187 (19,3%)                                         | 744 (7,4%)                                            | 2 931 (13,7%)                                         | 49 303 (11,5%)                                | 1 175 173 (10,5%)        |
| Valonský region  | 2 148 (19,0%)                                         | 2 028 (20,1%)                                         | 4 176 (19,5%)                                         | 131 360 (30,6%)                               | 3 589 744 (32,0%)        |
| Belgie           | 11 309 (100%)                                         | 10 082 (100%)                                         | 21 391 (100%)                                         | 428 939 (100%)                                | 11 209 044 (100%)        |

Poměr uzavřených stejnopohlavních manželství k celkovému počtu uzavřených manželství se liší region od regionu. Zatímco v Bruselu a Flandrech tvoří stejnopohlavní manželství téměř 3 % ze všech manželství, tak ve Valonsku jich je pouze 1,6 %. Příčina tohoto jevu se připisuje korelaci mezi provincemi a hustotou zalidnění v jednotlivých částech země. Nejnižší hodnoty dosahuje Lucembursko (1,2 %) a nejvyšší Antverpy (3.4 %), což jsou zřejmě jedny z nejlidnatějších a nejhustěji zalidněných provincií.

## Veřejné mínění
V Eurobarometrickém šetření z r. 2006 podpořilo 62 % Belgičanů myšlenku legalizace stejnopohlavního manželství v celé Evropě.
Průzkum z r. 2008 uskutečněný Delta Lloyd Life shledal 76 % podporu belgické veřejnosti stejnopohlavnímu manželství a 46 % podporu výchově dětí v homosexuálních párech.
Statistika Ipsos z května 2013 shledala, že 67 % respondentů podporuje stejnopohlavní manželství a zbylých 12 % jinou formu stejnopohlavního soužití.
Průzkum Ifop uskutečněný v květnu 2013 došel k závěru, že právo homosexuálních párů uzavírat sňatek, včetně možnosti adopce dětí, uznává 71 % Belgičanů.
Eurobarometr z r. 2015 shledal, že 77 % Belgičanů podporuje legalizaci stejnopohlavního manželství napříč celou Evropou, zatímco 20 % je proti.